# Slagregn

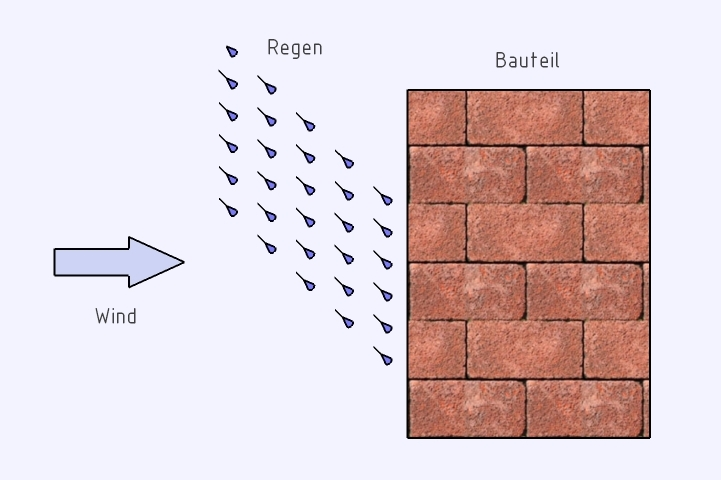
Illustration av slagregn

Slagregn är regn som rör sig horisontellt genom påverkan av vind. Även regn som upplevs som mycket kraftigt och slår hårt mot underlaget kan kallas slagregn. Slagregn gör att byggnader utsätts för mycket fukt och bidrar på så sätt till de nedbrytande processer som verkar på byggnadens yttre.
Ordet finns belagt i svenskan från 1500-talet, men blev vanligt först under 1600-talet.